# Esapoli dorica

Area d'insediamento greca in Asia minore. L'area dorica è in blu.

L'esapoli dorica (in greco antico: Δωρικὴ Ἑξάπολις?, Dōrikè Hexápolis) era una confederazione sacrale di sei città greche di fondazione dorica nel sud-ovest dell'Asia Minore e nelle isole vicine. Coincideva in larga parte con la regione nota come Doride (Δωρίς) o Doride d'Asia (Δωρίς ἡ ἐν Ἀσίᾳ).

## Le sei città
Le sei città che costituivano l'esapoli erano:
- Coo sull'omonima isola di Coo;
- Cnido in Caria;
- Alicarnasso in Caria;
- Lindo sull'isola di Rodi;
- Ialiso a Rodi;
- Camiro a Rodi.

## Storia
I membri dell'esapoli si riunivano periodicamente al promontorio Triopio presso Cnido per celebrare giochi in onore di Apollo Triope. Ai vincitori dei giochi venivano dati come premio dei tripodi di bronzo, che tuttavia non potevano essere portati via da chi se li fosse guadagnati, ma rimanevano nel santuario dedicati al dio. Narra Erodoto di Alicarnasso che una volta un uomo di Alicarnasso, di nome Agasicle, non rispettò la norma: dopo aver vinto, portò via il tripode e lo fissò al muro di casa sua. Le altre cinque città dell'esapoli, cioè Lindo, Ialiso, Camiro, Coo, e Cnido, esclusero dalla lega Alicarnasso, sesta città dell'Esapoli, e da allora (VI-V secolo a.C.) la lega si chiamò Pentapoli dorica.
Secoli dopo, anche Plinio il Vecchio nella Naturalis historia parlava della Doride, affermando Caria mediae Doridi circumfunditur ad mare utroque latere ambiens e delimitandola così con la Caria, l'Egeo e Cnido. Il termine in quest'accezione ricorre anche in Tucidide e Tolomeo.